# 上海公共租界工部局火政處
上海公共租界工部局火政處，是上海公共租界内负责消防、救援，并且提供紧急救护服务的机构。

## 历史
火政处成立于1866年7月20日，最初为上海第一救火车队，是当时中国地区成立最早的现代消防队。后逐渐发展，至1933年发展成覆盖上海公共租界、上海公共租界越界筑路地区以及水上消防的大型消防机构。1932年1月起，火政处增设紧急救护队，作为火警救护的相关辅助服务。1943年11月，公共租界在日军授意下交还汪精卫政府，火政处随即终止，相关人员与资产并入上海特别市警察局消防处。